# 1905 en littérature
| Années de la littérature : 1902 - 1903 - 1904 - 1905 - 1906 - 1907 - 1908    |
| Décennies de la littérature : 1870 - 1880 - 1890 - 1900 - 1910 - 1920 - 1930 |

Cet article présente les faits marquants de l'année 1905 en littérature.

## Événements
- Juillet : Petit Larousse illustré en un volume.
- Premier tome de L'Homme et la Terre, encyclopédie d'Élisée Reclus (1905-1908).

## Presse
- Revue Vers et Prose, fondée en mars par Paul Fort et André Salmon.

## Parutions

### Bande dessinée
- Winsor McCay, Little Nemo in Slumberland (15 octobre).
- Pinchon et Caumery, Les Aventures de Bécassine, publiées dans la Semaine de Suzette (4 février).

### Essais
- Charles Péguy, Notre Patrie, éd. E. Payen (Suresnes)
- Abel Lefranc, Les navigations de Pantagruel : Études sur la géographie rabelaisienne, Paris, H. Leclerc
- Oscar Wilde, Intentions (1891). Recueil d'essais contenant Le Déclin du mensonge, Le Critique comme artiste et La Vérité des masques.
- Henri Poincaré, La Valeur de la Science, éd. Flammarion, coll. "Bibliothèque de philosophie scientifique".

### Poésie
- Revue Vers et Prose, fondée en mars par Paul Fort et André Salmon.

### Romans

#### Auteurs francophones
- Colette, Sept Dialogues de bêtes (mai).
- Léon Daudet, Le partage de l'enfant.
- Maurice Leblanc, L’Arrestation d’Arsène Lupin (15 juillet).
- Marcel Proust, Les Arts de la vie (15 août).
- Paul-Jean Toulet, Mon Amie Nane.
- Jules Verne (1828-1905), Le Phare du bout du monde.

### Auteurs de langue espagnole
- Emma de la Barra, Stella.

#### Auteurs traduits en français
- Conan Doyle (anglais), Nouveaux exploits de Sherlock Holmes (juin).
- Alexandre Kouprine (russe), Le Duel.
- Natsume Sôseki (japonais), Je suis un chat.

## Théâtre
- 15 janvier : La Conversion d'Alceste, pièce de Courteline.
- 21 janvier : La Gioconda, pièce de Gabriele D'Annunzio.
- 28 août : Débuts de W. C. Fields à New York dans la pièce The Ham-Tree.
- 21 octobre : Partage de midi, pièce de Paul Claudel.

## Récompenses
- 28 janvier : Création du Prix Femina-Vie heureuse pour contrebalancer le Goncourt, décerné à Myriam Harry pour La Conquête de Jérusalem pour l'année précédente (1904).
- 1er décembre : Romain Rolland reçoit le Prix Femina pour Jean-Christophe.
- 6 décembre : Claude Farrère reçoit le Goncourt pour Les Civilisés.
- Marie Dauguet reçoit le prix Archon-Despérouses de l'Académie française pour Par l'Amour.
- Le Polonais Henryk Sienkiewicz (Quo vadis ?) reçoit le prix Nobel de littérature.

## Principales naissances
- 1er janvier : Malek Bennabi, philosophe algérien († 31 octobre 2025).
- 6 janvier : Eric Frank Russell, écrivain britannique de science-fiction († 28 février 1978).
- 11 janvier : Roger de Lafforest, écrivain († 16 novembre 1998).
- 16 janvier : Anna Sakse, écrivaine lettone († 2 mars 1981).
- 2 février : Ayn Rand, philosophe et romancière américaine († 6 mars 1982).
- 6 février : Irmgard Keun, romancière allemande († 5 mai 1982).
- 20 mars : Vera Panova écrivaine soviétique de langue russe († 3 mars 1973).
- 21 juin : Jean-Paul Sartre, écrivain français († 15 avril 1980).
- 26 novembre : Marie-Anne Praud de La Nicollière, femme de lettres française, autrice de nombreux livres pour la jeunesse sous les pseudonymes "Mademoiselle Gabrielle d'Éthampes", "Anna Templier", "Marie de Ruays" et "Madeleine Boffrand", née le 4 février 1838.
- 22 décembre : Kenneth Rexroth, poète américain († 6 juin 1982).

## Principaux décès
- 24 mars : Jules Verne, écrivain français (° 1828).
- 27 mars : Hranush Arshagyan, poétesse arménienne (° 28 juillet 1887, 18 ans).
- 5 avril : Amédée Fraigneau, homme de lettres français (° 1862).
- 3 octobre : José-Maria de Heredia, poète parnassien français (° 1842).
- 28 octobre : Alphonse Allais, écrivain français (° 1854).
- 30 novembre : Clementine Abel, autrice allemande d'ouvrages pour la jeunesse (° 1826).